# Vladislav II. Jagelović
Vladislav II. Jagelović (polj. Władysław II Jagiellończyk) (Krakov, 1. ožujka 1456. – Budim, 13. ožujka 1516.) bio je češki kralj (od 1471.) i ugarsko-hrvatski kralj (od 1490.); unuk je istoimenog osnivača dinastije Jagelovića, Vladislava Jagela. Rođen je u Krakovu, a njegov otac Kazimir IV. bio je vladar Poljske. Njegova majka je bila Elizabeta Habsburška i na osnovu nasljednog prava njene obitelji, Vladislav je dobio češku, ugarsku i hrvatsku krunu. Vladislav je na češkom prijestolju naslijedio Jurja Podjebradskog, a na ugarsko-hrvatskom Matiju Korvina (1458. – 1490.). Naslijedit će ga sin Ludovik II. (majka Ana od Foixa).

## Hrvatska
Njegov dolazak na hrvatsko prijestolje izazvalo je veliku kontroverzu i ono što bi se danas nazvalo ustavnom krizom. Ugarski plemići su Vladislava II. izabrali za svog kralja, ali su istovremeno za sebe dobili razne financijske povlastice koje su znatno oslabile kraljevu vlast. Vladislav II. je to pokušao nadoknaditi u Hrvatskoj degradirajući je sa statusa pridružene kraljevine na onaj pokrajine. Po tadašnjem sistemu svi hrvatsko-ugarski kraljevi bi bili okrunjeni u Ugarskoj, a potom bi diplomu o dolasku na vlast poslali u Sabor koji bi je potvrdio nakon čega bi on postao i hrvatski kralj. Ovaj put Sabor je odbio prihvatiti novoga kralja pošto se u diplomi Hrvatska spominjala kao ugarska pokrajina. Nakon dvije godine krize i pregovora Vladislav je kapitulirao i prihvatio uvjete Hrvatskog sabora.
Bez obzira na to on se kasnije ipak uspio osvetiti. Do njegove vladavine kratka verzija službene titule kralja Ugarske je glasila: Kralj Ugarske, Hrvatske, Dalmacije, Slavonije i tako dalje. Od Vladislava II. kratka verzija službene titule će glasiti: Kralj Ugarske, Češke i tako dalje.

## Djece
- Njegova prva supruga Barbara Braniborska (1464. – 1515.), udovica Henrika XI. Glogovskog, bez potomstva
- Njegova druga supruga Beatrice Aragonska (1457. – 1508.), udovica Matije Korvina, bez potomstva
- Njegova treća supruga Ana od Foixa (1484. – 1506.), dvoje djece:
  - Ana (1503. – 1547.), njen suprug austrijski nadvojvod Ferdinand I. (1503. – 1564.), kralj Češke, Hrvatske i Ugarske i car Svetog Rimskog Carstva, unuk cara Maksimilijana I., 15 djecu
  - Ludovik (1506. – 1526.) kao Ludovik II., kralj Češke, Hrvatske i Ugarske, njegova supruga princeza Marija Habsburška (1505. – 1558.), unuka cara Maksimilijana I., 1 izvanbračni sin:
    - (izvanbračni sin od dvorske dame njegove majke, Angelithe Wass) Ivan Wass (o. 1521.–po 1580.), njegova supruga N. N., potomstvo